# Landsboda naturreservat
Landsboda naturreservat är ett naturreservat i Norrtälje kommun i Stockholms län.
Området är naturskyddat sedan 2016 och är 52 hektar stort. Reservatet omfattar höjder och i öster våtmarker. Reservatet består av  öppen betesmark, barrskog och granskog.